# Sennely

Sennely este o comună în departamentul Loiret din centrul Franței. În 2009 avea o populație de 630 de locuitori.